# Tetsuro Ota
Tetsuro Ota (太田 徹郎, Ota Tetsuro) est un footballeur japonais né le 2 juillet 1989. Il évolue au poste de milieu de terrain.

## Palmarès
Tetsuro Ota est vice-champion de J-League 2 en 2008 avec le Montedio Yamagata.